# 琢斎栄玉
琢斎 栄玉（たくさい えいぎょく、生没年不詳）とは、江戸時代の浮世絵師。

## 来歴
鳥文斎栄之の門人、俗名不明。作画期は寛政のなかばから文化にかけての頃とされ、作に栄之風の肉筆美人画「立美人図」（絹本着色、東京国立博物館所蔵)の1点が知られる。